# Muhor Na Aklil
Muhor Na Aklil est un woreda du centre-sud de l'Éthiopie situé dans la zone Gurage. Ce district compte 87 756 habitants en 2007 et son centre administratif est Hawariyat. Il fait partie de la région des nations, nationalités et peuples du Sud jusqu'au transfert de la zone Gurage dans la région Éthiopie du Centre en août 2023.

## Origine et nom
Muhor Na Aklil reprend la partie nord d'un ancien woreda appelé Ezhana Wolene[réf. souhaitée].
Il porte le nom des Muher et Aklil, un sous-groupe des Gouragués de langue gouragué sebat bet[réf. souhaitée].
S'agissant du district, ce nom s'écrit « Muhor Na Aklil », ou « Muhur Na Aklil », dans la plupart des sources. On trouve cependant le nom permuté « Akililna Mohr » sur une carte du début des années 2000.

## Situation
Hawariyat se trouve une cinquantaine de kilomètres à l'est de Welkite.
Le district est bordé au sud par Ezha, au nord-ouest par Kebena, au nord par Kokir Gedbano et à l'est par Meskan,.
Le détachement récent de la zone Est Gurage laisse le district dans la zone Gurage tandis que Meskan fait désormais partie de la nouvelle zone.

## Données démographiques
D'après le recensement national de 2007 mené par l'agence centrale de la statistique (Éthiopie), ce woreda compte 87 756 habitants dont moins de 1 % de citadins qui sont les 723 habitants d'Hawariyat. Près de 74 % des habitants sont orthodoxes et 26 % sont musulmans.
En 2022, la population du woreda est estimée à 115 149 personnes avec une densité de population de 243 personnes par km2 et 473 km2 de superficie,.